# Sexau
Sexau es un municipio en el distrito de Emmendingen en Baden-Wurtemberg, Alemania, 15 km al norte de Friburgo de Brisgovia.